# Muro (Spanyolország)
Muro egy község Spanyolországban, a Baleár-szigeteken. Muro Alcúdia, Sa Pobla, Llubí és Santa Margalida községekkel határos. Lakosainak száma 8115 fő (2024).

## Népesség
A település népessége az elmúlt években az alábbi módon változott:
| Lakosok száma | 6359 | 6487 | 6717 | 7144 | 6970 | 6808 | 6729 | 7085 | 7515 | 8115 |
|               | 2001 | 2004 | 2006 | 2009 | 2011 | 2014 | 2016 | 2019 | 2021 | 2024 |